# Dicranolasma opilionoides
Dicranolasma opilionoides is een hooiwagen uit de familie Dicranolasmatidae.